# Brug Leidsevaartlaan 3

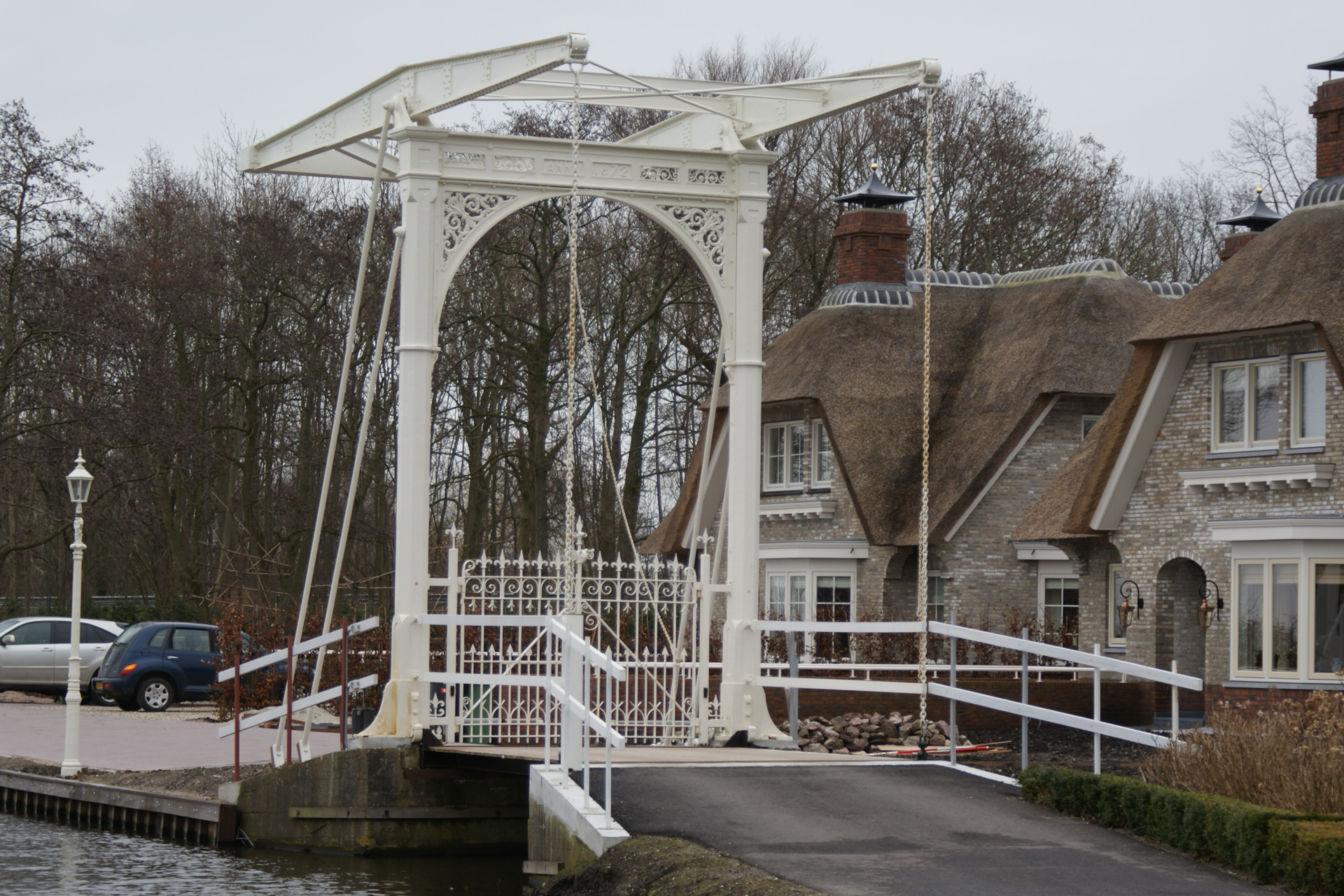
Brug Leidsevaartlaan

De toegang van het perceel Leidsevaartlaan 3 te Rijnsaterwoude in de gemeente Kaag en Braassem, in de Nederlandse provincie Zuid-Holland, wordt gevormd door een monumentale brug. De brug is gemeentelijk monument. Hij werd in 1872 gebouwd als een tweedelige ophaalbrug over de rivier de Does te Hoogmade. In 1925 werd de brug vervangen door een groter exemplaar, en werd de oude brug verplaatst naar de weg Hoogmade - Rijpwetering, waar hij de Noord-Aa kruiste. Hij werd overbodig na aanleg van de A4 en verhuisde in de jaren '60 naar Rijnsaterwoude. Eén helft van de brug is hier opgeknapt en dient sindsdien als toegang tot het huis Leidsevaartlaan 3.